# Terrell
Terrell és una ciutat dels Estats Units a l'estat de Texas. Segons el cens del 2008 tenia 19.527 habitants.

## Demografia
Segons el cens del 2000, Terrell tenia 13.606 habitants, 4.605 habitatges, i 3.292 famílies. La densitat de població era de 286,9 habitants/km².
Dels 4.605 habitatges en un 35,5% hi vivien nens de menys de 18 anys, en un 47,4% hi vivien parelles casades, en un 18,8% dones solteres, i en un 28,5% no eren unitats familiars. En el 25% dels habitatges hi vivien persones soles el 10,8% de les quals corresponia a persones de 65 anys o més que vivien soles. El nombre mitjà de persones vivint en cada habitatge era de 2,77 i el nombre mitjà de persones que vivien en cada família era de 3,3.
Per edats la població es repartia de la següent manera: un 28,5% tenia menys de 18 anys, un 10,6% entre 18 i 24, un 27,8% entre 25 i 44, un 20,2% de 45 a 60 i un 13% 65 anys o més.
L'edat mediana era de 33 anys. Per cada 100 dones de 18 o més anys hi havia 87,2 homes.
La renda mediana per habitatge era de 33.036$ i la renda mediana per família de 40.148$. Els homes tenien una renda mediana de 29.826$ mentre que les dones 21.753$. La renda per capita de la població era de 16.405$. Aproximadament el 15,7% de les famílies i el 19,7% de la població estaven per davall del llindar de pobresa.

## Poblacions més properes
El següent diagrama mostra les poblacions més properes.